# Bamburgh
Bamburgh (pronunciat /ˈbæmbrə/) és una petita vila situada a la costa del comtat de Northumberland (Anglaterra). Els celtobritans van habitar aquest lloc en l'antiguitat i després va ser la cort del regne de Bernícia. És famós per l'heroïna Grace Darling, que hi té un monument dedicat. El seu castell és una fortificació conservada en bon estat que ha estat l'escenari de moltes pel·lícules. En el seu entorn natural destaca la zona de les dunes, catalogades com a lloc d'especial interès científic (SSSI) i la seva llarga platja que va obtenir la bandera blava el 2005.

## Geografia
Bamburgh està situat en la costa de la mar del Nord. Pertany a una zona del litoral declarada de destacada bellesa natural (AONB), anomenada costa de Northumberland. El relleu és en general pla, llevat d'algun promontori i de la zona de dunes, catalogada d'especial interès científic per l'ecosistema que configura, habitada per colònies d'estèrnids de l'Àrtic. Davant del litoral hi ha alguns illots que causen problemes a la navegació.
La vila està comunicada per la carretera A1 que va de nord a sud de l'illa de la Gran Bretanya.

## Història
Al segle V hi va haver una fortificació anomenada Din Guardi, construïda a dalt d'un turó a prop de la platja. El 547 els colons angles establerts a la zona, liderats per Ida, en van prendre possessió i el van establir com a capital del reialme que van fundar, Bernícia. Un successor d'aquest, Etelfred li va canviar el nom pel de Bebbanburgh, segons diu la Historia Brittonum per complaure la seva dona, Bebba. Va deixar de ser una ciutat important quan Bernícia i Deira es van unir per formar el regne de Northúmbria al segle VII i llavors la capital es va traslladar a York.
Bamburgh va tornar a ser la seu de la cort dels governants de Bernícia quan el 867 els vikings van atacar York i van fundar un reialme amb el territori de l'antiga Deira que ells van anomenar Jòrvik. Alguns d'aquests governants van ser vassalls del reis de vikings de Jòrvik i d'altres es van aliar amb els anglosaxons per desfer-se'n del jou viking i formar part del recent creat regne d'Anglaterra. Aquests governants de l'última etapa de Bernícia van portar el títol de High Reeve de Bamburgh (gran batlle de Bamburgh) i en alguns períodes (954–963 i 975–1016) el títol de Earl of York (comtes de York), fins que el 1041, Hardecanut va matar el darrer. El castell va quedar destruït en un altre atac viking el 993. El 1018, després de la batalla de Carham, els governants de Bernícia van haver de cedir el territori de Lothian al regne d'Alba, això reduiria de forma significativa el territori fronterer controlat des de Bamburgh.

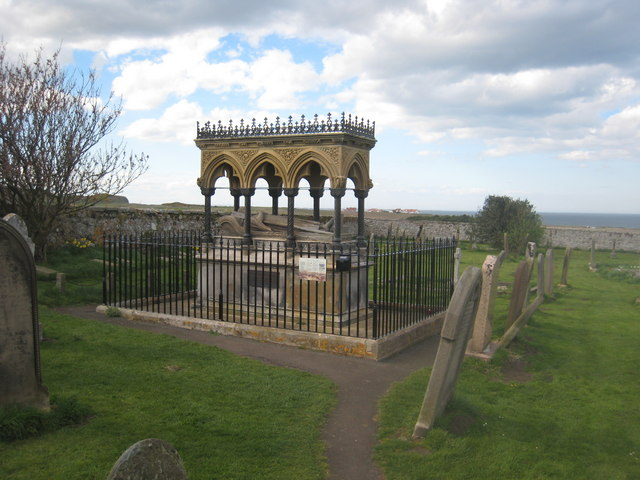
Monument a Grace Darling.

Durant la guerra de les Dues Roses, al segle xv, el castell de Bamburgh va ser la seu dels comtes de Northumberland.
El 1838 un vaixell de vapor va naufragar a causa del temporal quan passava a prop de la costa i la filla del fanaler de l'illa de Longstone, situada davant d'aquest litoral, Grace Darling, va poder salvar nou membres de la tripulació posant en perill la pròpia vida. Quan la notícia es va saber, ella i el seu pare van rebre agraïments de persones de tot el país i donatius per crear una institució de guardacostes que pagués més barques de rescat per properes ocasions.

## L'església de sant Aidan

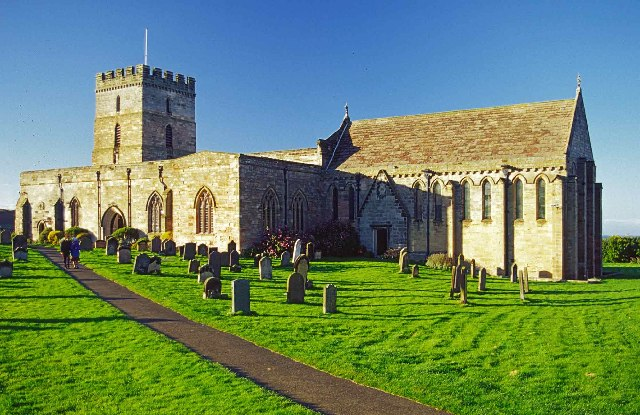
L'església de sant Aidan.

Segons Beda, sant Aidan va construir una església de fusta fora de la muralla del castell l'any 635, i hi va morir el 652 mentre feia una visita. En l'església parroquial de la vila es conserva un tauló que es diu que és el mateix sobre el qual es va recolzar el sant quan es va sentir morir.
Aquest edifici data de finals del segle xii, però algunes pedres de la nau lateral nord són anteriors. Es diu que el presbiteri és el segon més gran del comtat, que fa 18m, una secció que es va afegir a la primitiva església el 1230. Conté un retaule fet el 1895 amb pedra de Caen que té un relleu de l'escultor W.S. Hicks, el qual representa sants d'aquesta zona dels segles vii i viii. Dins l'església, en el lateral nord, hi ha una efígies de l'heroïna local, Grace Darling. A fora hi ha una placa commemorativa, situada de manera que pugui ser vista pels vaixells dels del mar.

## Districte de Bambugh
Com que la població és poc nombrosa —414 segons el cens del 2011—, el districte electoral inclou altres viles properes: Belford i Ellingham, que en total fan una població de 4.4846 habitants.

## El far de Bamburgh

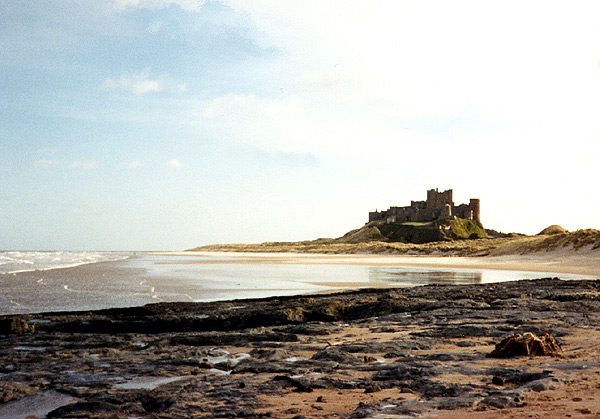
La platja i el castell al fons.

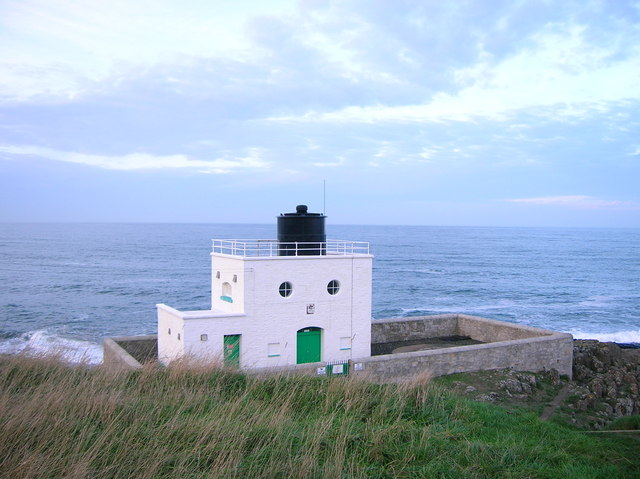
Far de Bamburgh

El far de Bamburgh es va construir el 1910 amb els donatius d'una fraternitat que aplega diners per obres benèfiques, anomenada Trinity House. La seva llum és visible des de les illes Farne. L'any 1975 es va modernitzar i actualment funciona des d'un centre d'operacions a Harwich. Els treballs de manteniment els fa un encarregat local. És el far anglès situat més al nord en terra ferma.
Quan es va construir per primera vegada, la lluminària estava muntada sobre una torre d'acer. El far posterior es va fer amb un dipòsit d'acetilè per fer funcional el llum. Durant l'electrificació del 1975 la lluminària es va col·locar damunt l'edifici del dipòsit que és de pedra i està pintat en blanc.

## Museu de l'aviació
El castell de Bamburgh va ser adquirit per l'enginyer i empresari William Armstrong. la família encara n'és propietària i posteriorment van inaugurar un museu que exposa els enginys de guerra fets a les seves fàbriques: artilleria, armes, motors d'avió i altres elements dissenyats per les dues guerres mundials.